# Tomarí
Tomarí (en rus: Томари) és una ciutat de l'óblast de Sakhalín, a Rússia, segons el cens del 2021 tenia 3.788 habitants.